# Žalm 102
Žalm 102 („Hospodine, vyslyš mou modlitbu“) je biblický žalm. V překladech, které číslují podle Septuaginty, se jedná o 101. žalm. Žalm je nadepsán těmito slovy: „Modlitba pro poníženého, když je sklíčen a vylévá před Hospodinem své lkání.“ Formálně i obsahově se jedná o elegii, jež je obohacena o složky hymnické a prorocké.

## Užití v liturgii
Žalm patří ke starokřesťanským „kajícím žalmům“. V židovské liturgii je žalm podle některých sidurů součástí svátku Jom kipur katan (Malého dne smíření), který je slaven v předvečer Roš chodeš.